# Talsperre Tercera Usina
Die Talsperre Tercera Usina (spanisch Dique Tercera Usina) ist eine Talsperre mit Wasserkraftwerk in der Provinz Córdoba, Argentinien. Das zugehörige Wasserkraftwerk wird als Kraftwerk Reolín (span. Central hidroléctrica Ingeniero Benjamín Reolín) bezeichnet.
Die Talsperre staut den Río Tercero zu einem Stausee auf. Bei Vollstau erstreckt sich der Stausee über eine Fläche von rund 2,9 km².

## Kraftwerk
Das Maschinenhaus des Kraftwerks befindet sich am Fuß der Talsperre. Die installierte Leistung beträgt 33 MW. Die 3 Francis-Turbinen leisten jeweils maximal 13 MW. Das Kraftwerk ging 1966 in Betrieb. Es wird durch die Empresa Provincial de Energía de Córdoba (EPEC) betrieben.